# 佛教中的无神论
佛教中的无神论，這裡的“無神論”並非指世上無神，佛教否定的「神」是「全能的造物者、宇宙至高的主宰」的「上帝」，而不是否定「六道」中的「天神」（天道）、「福德鬼神」（餓鬼道）。佛教認為有天神（天人）、有天帝，而這些神與一般人皆為六道眾生，並不是世界的造物主，僅僅是缘起中的一分子，並不是永恆实存，因為佛教主張一切生命都是「因緣所生」，而非由一個全能的造物主所生。所以佛教通常被歸類為「無神論」，但这是对「无神論」定义的曲解。
佛教一向是承認鬼神存在的。在《華嚴經》、《地藏經》，乃至於《阿含經》等，都有鬼神記載。然佛教認為鬼神也只是六道輪迴之眾生，雖擁有超自然能力——神通，但其壽命也是有限的，命終後仍要再度轉世。對於佛教徒而言，重要的是自己內心的覺悟，對於「有無一個自有永有且主宰宇宙的創造神」則並非佛教的教義。